# Den Pobedy
Den' Pobedy (russisch День Победы ‚Tag des Sieges‘) ist ein Lied des Komponisten Dawid Tuchmanow mit einem Text von Wladimir Charitonow über den Tag des Sieges. Ein wesentliches symbolisches Merkmal sind die Feierlichkeiten zum 9. Mai, dem Tag des Sieges im Großen Vaterländischen Krieg in Russland, und in den GUS-Staaten.
Es ist ein Marschlied der sowjetischen und russischen Armee. Große Popularität erlangte auch die Bearbeitung der Musikkomposition in Form eines zeremoniellen Marsches für eine Blaskapelle.

## Geschichte

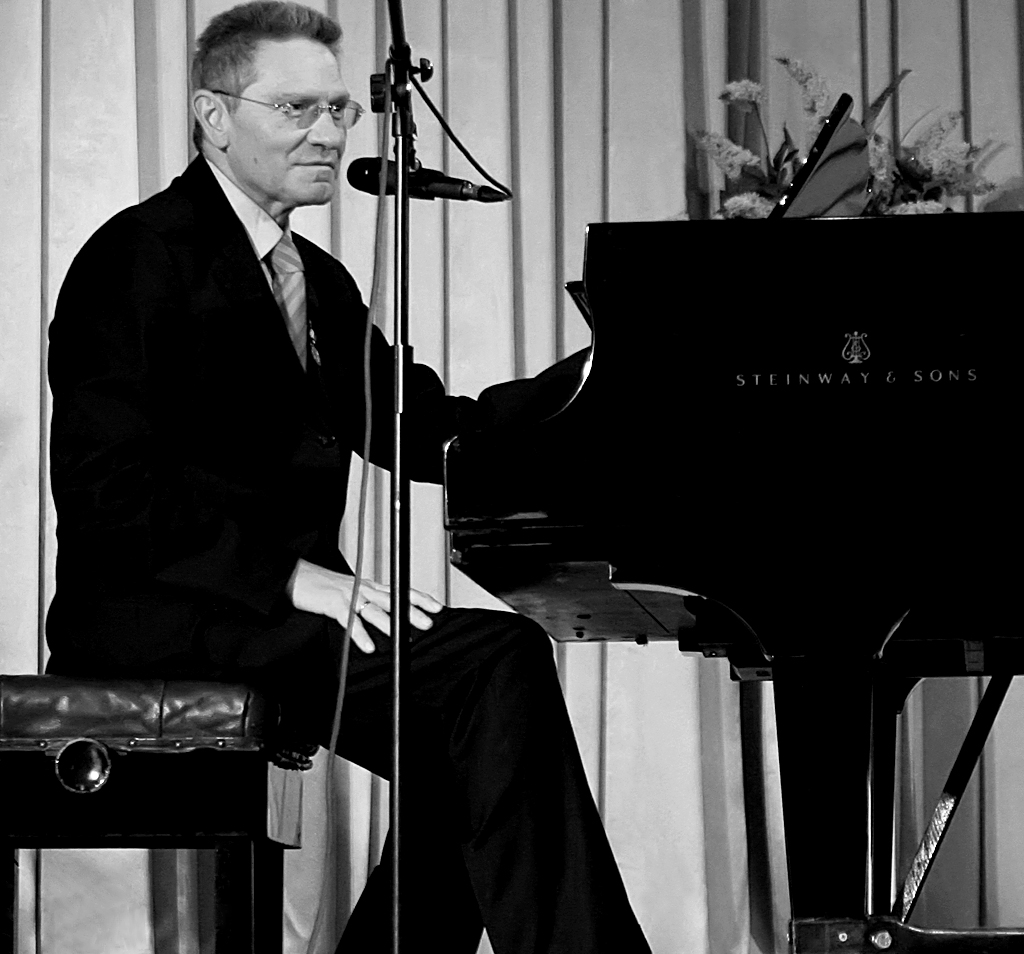
Dawid Tuchmanow, 2007

Im März 1975 wandte sich der Dichter Wladimir Charitonow an Dawid Tuchmanow mit dem Vorschlag, ein Lied zu schreiben, das dem Großen Vaterländischen Krieg gewidmet ist. Das Land bereitete sich auf den 30. Jahrestag des Großen Sieges vor und der Komponistenverband der UdSSR schrieb einen Wettbewerb für das beste Lied über den Krieg aus.
Nur wenige Tage vor Ende des Wettbewerbs übergab Charitonow seine Gedichte an seinen Co-Autor. Tuchmanow schrieb die Musik sehr schnell und das Lied wurde beim letzten Vorsingen des Wettbewerbs aufgeführt. Es wurde von Tuchmanows Frau, der Dichterin und Sängerin Tatjana Saschko, aufgeführt. Doch das Lied Den' Pobedy nahm keinen Platz ein. Das Anhören des Liedes löste bei Tuchmanows älteren Kollegen eine schmerzhaft scharfe Reaktion aus; es gab scharfe Kritik gegen das Lied, die bald auf Staatsradio bekannt wurden.
Nach den Erinnerungen von Juri Konstantinowitsch Sacharow, einem der Gründer des Vokal- und Instrumentalensembles Leijya, Pesnja „brachte David Fjodorowitsch Tuchmanow im März 1975 seine Partitur mit Skizzen für das Arrangement des zukünftigen Werks „Den' Pobedy“ mit, das dann gemeinsam mit den Musikern von „Lejsya, Pesnja“ fertiggestellt und fast sofort, im März, im Moskauer „Haus des Rundfunks“ aufgenommen wurde.“ Und im Mai 1975 wurde das Lied im Radio ausgestrahlt, aufgeführt vom Vokal- und Instrumentalensemble „Lejsya, Pesnja“.
Etwa zur gleichen Zeit lenkte Lew Leščenko die Aufmerksamkeit auf Den' Pobedy. Später erinnerte er sich:
„Einer der Redakteure von Junost kam auf mich zu und sagte, dass es ein gutes Lied gebe, das vom künstlerischen Rat abgelehnt wurde. Ich habe mich gefragt, wer es aufgenommen hat. Es stellte sich heraus, dass es Tanja Saschko war, die Frau des Komponisten Dawid Tuchmanow. Ich frage: Gibt es eine Art Klavierpartitur? Ja, sie sagen, es gibt sowohl eine Klavierpartitur als auch eine Musikpartitur – und da haben sie recht. Ich habe damals nicht einmal mit Tuchmanow gesprochen. Ich habe einfach gesagt, okay, ich nehme sie mit auf die Reise, vielleicht klappt ja was. Auf der Reise haben die Jungs von Melodija ein Lichtarrangement für mich gemacht und wir beschlossen, es auszuprobieren. Die Premiere des Liedes fand Ende April 1975 in Alma-Ata statt. Ich sah, dass mit dem Publikum etwas Unglaubliches passierte.“
Grund dafür waren nach den Erinnerungen von Zeitgenossen die Musik und ihr Urheber. Als der Dichter Charitonow ein Frontsoldat war, ein Kriegsveteran, während bereits in den 1950er Jahren preisgekrönte Komponisten wie Anatolij Nowikow, Wano Muradeli und andere Lieder auf der Grundlage seiner Gedichte schrieben, war der Komponist Tuchmanow ein junger Autor, der vor allem für seine Pop-Hits bekannt war.
Zu dieser Zeit wurde die Musikpolitik des Staates von der Führung des Komponistenverbandes bestimmt – diese bestand größtenteils aus älteren Leuten (obwohl der damalige Vorstandsvorsitzende des Komponistenverbandes der RSFSR, Rodion Ščedrin, geboren 1932, nur acht Jahre älter war als Tuchmanow). Damals galt es als „unreif“, Anfang 30 zu sein.
Leonid Smetannikow sang das Lied am Set der Sendung Blaues Licht am Vorabend des 9. Mai 1975. Dieser Auftritt sorgte für viele begeisterte Leserbriefe, blieb aber lange Zeit die einzige Aufführung im Fernsehen. Am selben Tag wurde das Lied zum ersten Mal von Eduard Labkovsky mit dem nach A. V. Alexandrov benannten Red Banner Song and Dance Ensemble im Tschaikowskij-Saal aufgeführt; das Konzert wurde vom All-Union Radio übertragen.

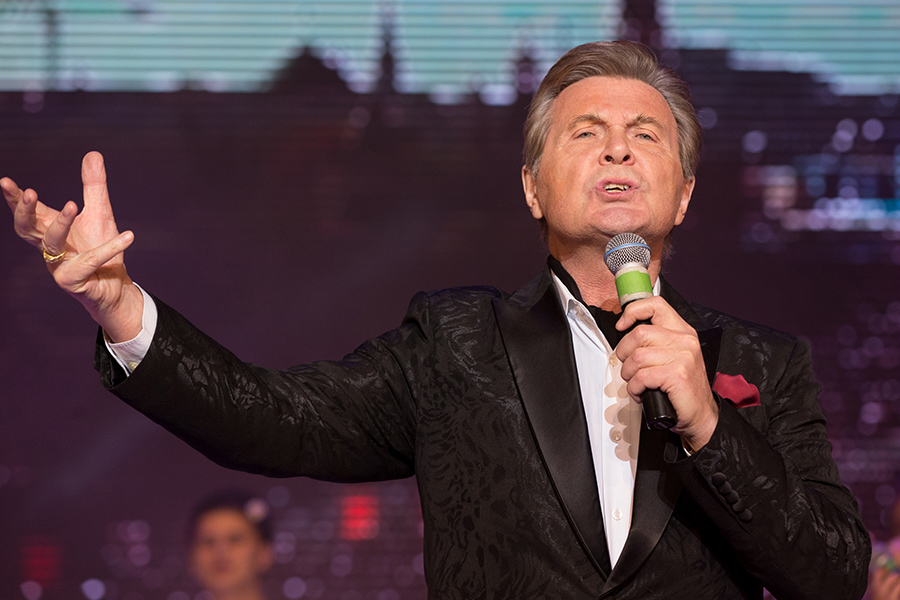
Lew Leščenko singt das Lied „Den' Pobedy“, 2016

Im November 1975 sang Lew Leščenko bei einem Konzert zum Tag der Polizei Den' Pobedy live im Fernsehen. Das Publikum nahm das Lied sofort an und als Zugabe wurde Den' Pobedy noch einmal gespielt. Danach begann das ganze Land, das Lied zu singen. Das Lied wurde Preisträger des Festivals Pesnja-75 (dt. Lied-75). Danach gingen im Laufe des Jahres 1976 zahlreiche Briefe bei der staatlichen Fernseh- und Rundfunkgesellschaft ein, mit der Bitte, dieses Lied zu wiederholen, was beim Festival Pesnja-76 geschah.
Weitere Sänger von Den' Pobedy sind Iosif Kobson, Muslim Magomajew, Juri Bogatikow, Juri Guljajew, Edita P'jecha.
Leonid Iljitsch Breschnew lobte das Lied in den höchsten Tönen; Nach dem Ende einer der Militärparaden auf dem Roten Platz anlässlich des 9. Mai sagte er zu Wladimir Charitonow: „Wir werden nicht hier sein, Wolodja, aber die Leute werden dein Lied singen.“ Wladimir Schainskij bemerkte: „Das Lied schien die Zeit zurückzudrehen. Und obwohl es drei Jahrzehnte nach dem Krieg geschrieben wurde, scheint es, als hätten wir damit gewonnen.“
Es gibt auch eine polnische Version des Liedes (polnisch Dzień Zwycięstwa), übersetzt von Wiktor Maksymkin, aufgeführt vom Zentralen Künstlerischen Ensemble der Polnischen Armee beim Soldatenliedfestival in Kołobrzeg. Bei diesem Festival wurde 1981 auch eine polnisch-russische Version aufgeführt.
Im Jahr 2016 wurde das von Lew Leščenko gesungene Lied zum Gewinner des XI. Allrussischen Festivals Katjuscha in der Sondernominierung Star of Russia als bestes Lied über den Großen Vaterländischen Krieg.

## Über das Lied
Der Ausdruck „ein Feiertag mit grauen Haaren an den Schläfen“ spiegelt gleichzeitig Gefühle der Freude und des Stolzes über die Ausdauer, Stärke und den Mut des Landes und derjenigen wider, die den Krieg überlebt haben. Dieser wird als Wunde wahrgenommen, und der Schmerz über die Verluste darin ist wie graue Haare irreversibel. Einige Fragmente des Liedes dienen als Präzedenzfälle.
Als Ergebnis einer soziologischen Studie der Zeitschrift Russian Reporter aus dem Jahr 2015 belegte der Text von Den' Pobedy den fünften Platz in der Hitparade der beliebtesten Gedichtzeilen in Russland, die unter anderem russische und Weltklassiker umfasst.
Das Lied erwähnt den Siemens-Martin-Ofen als Symbol der Schwerindustrie, die während des Großen Vaterländischen Krieges für die UdSSR besonders wichtig war.